# Adam Turno
Adam Turno  herbu własnego (ur. 12 listopada 1775 w Główczynie, zm. 8 lutego 1851 w Objezierzu) – ziemianin, oficer armii Księstwa Warszawskiego, pamiętnikarz.  
Syn Jana Turno (zm. 1792) i Korduli z Gorzeńskich (1737-1816), brat gen. Kazimierza Turno. W 1803 r. ożenił się z Urszulą Prusimską, z którą małżeństwo rozpadło się po pięciu latach. Z dwójki dzieci tej pary syn Wincenty, powstaniec listopadowy, dzięki małżeństwu Heleną Kwilecką został dziedzicem Objezierza i zapoczątkował tamtejszą linię rodu. Ich pałac stał się jednym z wielkopolskich salonów literackich, w których gościł m.in. Adam Mickiewicz, Wincenty Pol, Władysław Syrokomla i Narcyza Żmichowska. Córka Aleksandryna Katarzyna zwana Adyną (1797-1882), szeroko znana dzięki młodzieńczemu uczuciu do podróżnika Pawła Edmunda Strzeleckiego, z którym potem przez długie lata korespondowała, ostatecznie nigdy nie wyszła za mąż i do końca życia mieszkała u brata w Objezierzu.  
Adam Turno w 1806 r. był w składzie wielkopolskiej gwardii honorowej witającej Napoleona, w 1807 r. wstąpił do wojska Księstwa Warszawskiego i za udział w wojnie z Austrią w 1809 r. odznaczony został Krzyżem Złotym Virtuti Militari, następnie był szwoleżerem gwardii, gdzie doszedł ostatecznie do stopnia pułkownika i był odznaczony m.in. orderem Legii Honorowej.  
W 1801 r. w ramach rodzinnych działów majątkowych otrzymał Oporowszczyznę (majątki Oporowo, Oporówko i Lubonia) z zapisami na rzecz matki i sióstr. Swoimi dobrami gospodarował bardzo nieumiejętnie i pozostawał w ciągłych kłopotach finansowych. Ostatecznie roztrwonił cały majątek i tylko korzystny ożenek syna Wincentego pozwolił odbudować rodzinną fortunę. Często przebywał m.in. w należącej do brata Dobrzycy – spod jego ręki wyszedł m.in. pierwsze opracowanie omawiające historię tamtejszego pałacu, później mieszkał u syna w Objezierzu.  
Przez kilkadziesiąt lat prowadził „Dziennik”, który zachowany do dziś w zbiorach Ossolineum stanowi niewyczerpane źródło do życia codziennego ziemiaństwa w I połowie XIX w.